# Adrolampis acanthopygia
Adrolampis acanthopygia är en insektsart som först beskrevs av Marius Descamps 1978.  Adrolampis acanthopygia ingår i släktet Adrolampis och familjen Romaleidae. Inga underarter finns listade i Catalogue of Life.